# Železnik
Železnik (in serbo Железник?) è un quartiere urbano della capitale serba di Belgrado. Si trova nel comune di Čukarica a Belgrado.

## Posizione
Železnik si trova nella parte centrale del comune di Čukarica, diciassette chilometri a sud-ovest dal centro di Belgrado. Confina con a nord con il quartiere di Makiš e, a parte una stretta striscia di terreno urbanizzato lungo la ferrovia Belgrado-Bar e nord-est verso Žarkovo lungo via Vodovodska, non ha collegamenti urbani con altre parti di Belgrado.
Nel quartiere scorrono diversi ruscelli, i ruscelli Krušik e Krušički potok e il piccolo fiume Čitačka reka.
L'autostrada Ibar e l'autostrada A1 passano entrambe nelle vicinanze di Železnik.

## Storia
Il villaggio di Železnik venne fondato nel XVII secolo. La costruzione del moderno insediamento iniziò nel 1947 come insediamento operaio per i dipendenti della nuova fabbrica Ivo Lola Ribar. Presto furono fatti i piani per un insediamento completamente nuovo, un sobborgo importante e fortemente industrializzato di Belgrado (Železnik, in serbo vuol dire: Città del Ferro), con una popolazione di 80.000 abitanti, ma l'obiettivo non venne raggiunto.
Circa 15.600 giovani operai parteciparono alla costruzione della nuova città attraverso le azioni di animazione giovanile.
Fino al XX secolo l'insediamento Železnik era separato da Žarkovo e più a nord da Belgrado, da rigogliose foreste. In seguito all'espansione della popolazione di sciacalli nella periferia di Belgrado a partire dagli anni 2000, gli animali sono stati registrati a Železnik nella primavera del 2022.
Il piano urbanistico generale di Belgrado degli anni '60 prevedeva l'unione urbana di Kneževac-Kijevo e Železnik, lungo la strada Kružni put, creando un centro secondario di Belgrado. La città suburbana progettata doveva avere 35.000 lavoratori e 100.000 abitanti, distribuiti in un'area di 150 ettari. La città doveva avere numerosi edifici commerciali, grandi magazzini, alberghi, strutture educative, luoghi scientifici e istituti medici. Il progetto non fu portato a termine e i due quartieri rimasero scollegati, sebbene entrambi fossero indipendenti da Belgrado. Nel 1972 furono aboliti entrambi come insediamenti separati e vennero annessi a Belgrado come suoi quartieri.

## Stari Železnik
Stari Železnik (in italiano: Vecchio Železnik) è la parte più antica di Železnik. Si trova nella parte nord-occidentale del quartiere, a sud del vecchio cimitero. Nel 1981 Stari Železnik aveva una popolazione di 6.766 abitanti, ovvero quasi il 35% della popolazione dell'intero quartiere. Il quartiere è collegato con la linea 55 (Zvezdara/Mercato locale - Stari Železnik).

## Novi Železnik
Novi Železnik (in serbo Нови Железник?) è un quartiere completamente nuovo, costruito ad ovest della fabbrica Ivo Lola Ribar, nell'angolo nordoccidentale del quartiere originale. Si estende dal bivio della via Ivo Lola Ribar a ovest fino allo stadio dell'FK Železnik a est. A differenza del quartiere principale, ha strade diritte, una clinica, un ufficio postale, un centro commerciale, un distributore di benzina, un mercato verde, ecc. Il quartiere è collegato con le linee 58 (Pančevački most /Stazione ferroviaria - Novi Železnik) e 88 (Zemun/Quay della liberazione - Novi Železnik).
Il nuovo quartiere è stato progettato dall'architetto Branko Petričić.

## Società
Železnik fu un insediamento separato fino al 1972, quando fu annessa amministrativamente alla città di Belgrado diventandone un suo quartiere inserito nel comune di Čukarica. 

### Evoluzione demografica
Abitanti censiti

## Economia
La struttura principale del quartiere è la fabbrica Ivo Lola Ribar, specializzata nella produzione di macchine pesanti e macchine utensili. Di conseguenza, nel quartiere si trova anche una scuola superiore di macchinari e metallurgia.
Il quartiere possiede anche una stazione ferroviaria e la ferrovia passa nella periferia occidentale del quartiere. Inoltre, nel vicino quartiere di Makiš si trovano una grande stazione ferroviaria e uno scalo di smistamento di Belgrado.
A Železnik si trova anche la sede della società BT System, specializzata in sistemi di sicurezza.

## Trasporti
Il quartiere è raggiungibile con le seguenti linee di trasporto pubblico (GSP):
- Linea 54: MZ Makiš — Miljakovac 1;[7]
- Linea 55: Zvezdara — Stari Železnik;[8]
- Linea 58: Železnička stanica /Pančevački most — Novi Železnik;[9]
- Linea 88: Zemun /Keј osloboђeњa — Novi Železnik;[10]
- Linea 511: Beograd na vodi — Sremčica;[11]
- Linea 512: Banovo brdo — Sremčica/Naselje Gorica;[12]
- Linea 521: Vidikovac — Železnik /Taraiš;[13]
- Linea 522: Novi Železnik — Milorad Ćirića — Novi Železnik;[14]
- Linea 511N: Trg Republike — Sremčica.[15]

## Sport
Il Fudbalski Klub Železnik è il principale club calcistico del quartiere, fondato nel 1930, nella stagione 2004-05 ha vinto una Kup Srbije i Crne Gore (Coppa di Serbia e Montenegro).
Dal 1975 al 2011, anno di scioglimento della società a causa di problemi finanziari, il quartiere è stato sede della squadra di pallacanestro Košarkaški klub FMP Železnik. Nel palmarès dello Železnik compaiono una Coppa di Jugoslavia (1997), due Coppe di Serbia e Montenegro (2003 e 2005), una Coppa di Serbia (2007) e due ABA Liga (2003-2004 e 2005-2006).
Nel quartiere è presente il Železnik Hall, palazzetto dello sport in cui il FMP Železnik svolgeva le partite casalinghe. Dal 2013 il palazzetto ospita il Košarkaški klub FMP Beograd e viene utilizzato dalla formazione maschile dello Stella Rossa per gli allenamenti, mentre l'omonima squadra femminile ci disputa le partite casalinghe.